# Danh sách đĩa nhạc của B.o.B
Danh sách đĩa nhạc của B.o.B, nam ca sĩ nhạc hip hop, bao gồm 2 album phòng thu, 2 đĩa mở rộng, 8 mixtape, 9 đĩa đơn và 25 video âm nhạc. B.o.B là nam ca sĩ solo thứ 13 có album đầu tay đạt vị trí quán quân trên bảng xếp hạng Billboard 200 của Mỹ.

## Album

### Album phòng thu
| Tên                                                                           | Chi tiết | Vị trí xếp hạng cao nhất | Vị trí xếp hạng cao nhất | Vị trí xếp hạng cao nhất | Vị trí xếp hạng cao nhất | Vị trí xếp hạng cao nhất | Vị trí xếp hạng cao nhất | Vị trí xếp hạng cao nhất | Vị trí xếp hạng cao nhất | Vị trí xếp hạng cao nhất | Vị trí xếp hạng cao nhất | Doanh số      | Chứng nhận                |
| Tên                                                                           | Chi tiết | Mỹ                       | Mỹ R&B                   | Mỹ Rap                   | Úc                       | Canada                   | Ireland                  | Hà Lan                   | New Zealand              | Thụy Sĩ                  | Anh                      | Doanh số      | Chứng nhận                |
| ----------------------------------------------------------------------------- | --- | ------------------------ | ------------------------ | ------------------------ | ------------------------ | ------------------------ | ------------------------ | ------------------------ | ------------------------ | ------------------------ | ------------------------ | ------------- | ------------------------- |
| B.o.B Presents: The Adventures of Bobby Ray                                   | - Phát hành: 27 tháng 4 năm 2010 - Hãng đĩa: Grand Hustle, Rebel Rock, Atlantic - Định dạng: CD, tải kĩ thuật số     | 1                        | 1                        | 1                        | 42                       | 7                        | 34                       | 66                       | 21                       | 47                       | 17                       | - Mỹ: 597,000 | - Mỹ: Vàng - Canada: Vàng |
| Strange Clouds                                                                | - Phát hành: ngày 1 tháng 5 năm 2012 - Hãng đĩa: Grand Hustle, Rebel Rock, Atlantic - Định dạng: CD, tải kĩ thuật số | 5                        | 1                        | 1                        | 32                       | 7                        | 22                       | —                        | 26                       | —                        | 30                       | - Mỹ: 191,000 |                           |
| "—" Album không có mặt trên bảng xếp hạng hoặc không phát hành ở quốc gia đó. | |                          |                          |                          |                          |                          |                          |                          |                          |                          |                          |               |                           |

### Album hợp tác
| Tên                               | Chi tiết                                                                                    |
| --------------------------------- | ------------------------------------------------------------------------------------------- |
| The Man and the Martian (với T.I) | - Phát hành: Trong năm 2012 - Hãng đĩa: Grand Hustle, Atlantic - Định dạng: CD, tải nhạc số |

### Đĩa mở rộng
- Eastside (2007)[15]
- 12th Dimension (2008)[16]

### Mixtape
- The Future (2007)
- Cloud 9 (2007)
- Hi! My Name is B.o.B (2008)
- Who the F#*k is B.o.B? (2008)
- B.o.B vs. Bobby Ray (2009)
- May 25th (2010)
- No Genre (2010)
- E.P.I.C. (Every Play Is Crucial) (2011)

## Đĩa đơn

### Đĩa đơn solo
| Tên                                                                             | Năm  | Vị trí xếp hạng cao nhất | Vị trí xếp hạng cao nhất | Vị trí xếp hạng cao nhất | Vị trí xếp hạng cao nhất | Vị trí xếp hạng cao nhất | Vị trí xếp hạng cao nhất | Vị trí xếp hạng cao nhất | Vị trí xếp hạng cao nhất | Vị trí xếp hạng cao nhất | Vị trí xếp hạng cao nhất | Chứng nhận                                                                        | Thuộc album                                 |
| Tên                                                                             | Năm  | Mỹ                       | Mỹ R&B                   | Mỹ Rap                   | Úc                       | Canada                   | Ireland                  | Hà Lan                   | New Zealand              | Thụy Sĩ                  | Anh                      | Chứng nhận                                                                        | Thuộc album                                 |
| ------------------------------------------------------------------------------- | ---- | ------------------------ | ------------------------ | ------------------------ | ------------------------ | ------------------------ | ------------------------ | ------------------------ | ------------------------ | ------------------------ | ------------------------ | --------------------------------------------------------------------------------- | ------------------------------------------- |
| "Nothin' on You" (hợp tác với Bruno Mars)                                       | 2010 | 1                        | 5                        | 1                        | 3                        | 10                       | 7                        | 1                        | 5                        | 28                       | 1                        | - Mỹ: 2× Bạch kim - Úc: Bạch kim - Canada: Bạch kim - New Zealand: Vàng           | B.o.B Presents: The Adventures of Bobby Ray |
| "Airplanes" (hợp tác với Hayley Williams)                                       | 2010 | 2                        | 65                       | 2                        | 2                        | 2                        | 2                        | 4                        | 1                        | 5                        | 1                        | - Mỹ: 4× Bạch kim - Úc: 3× Bạch kim - Canada: 3× Bạch kim - New Zealand: Bạch kim | B.o.B Presents: The Adventures of Bobby Ray |
| "Magic" (hợp tác với Rivers Cuomo)                                              | 2010 | 10                       | —                        | 25                       | 5                        | 17                       | 16                       | 6                        | 6                        | —                        | 16                       | - Mỹ: 2× Bạch kim - Úc: 2× Bạch kim - Canada: Bạch kim - New Zealand: Vàng        | B.o.B Presents: The Adventures of Bobby Ray |
| "Don't Let Me Fall"                                                             | 2010 | 67                       | —                        | —                        | —                        | 62                       | —                        | —                        | —                        | —                        | —                        |                                                                                   | B.o.B Presents: The Adventures of Bobby Ray |
| "I'll Be in the Sky"[A]                                                         | 2011 | —                        | 105                      | —                        | —                        | —                        | 24                       | —                        | —                        | —                        | 61                       |                                                                                   | B.o.B Presents: The Adventures of Bobby Ray |
| "Strange Clouds" (hợp tác với Lil Wayne)                                        | 2011 | 7                        | 43                       | 16                       | 63                       | 26                       | —                        | —                        | 39                       | 47                       | 72                       | - Mỹ: Bạch kim - Canada: Vàng                                                     | Strange Clouds                              |
| "So Good"                                                                       | 2012 | 11                       | 92                       | 20                       | 9                        | 20                       | 8                        | 35                       | 13                       | 48                       | 7                        | - Mỹ: Bạch kim - Úc: Bạch kim - Canada: Vàng - New Zealand: Vàng                  | Strange Clouds                              |
| "Both of Us" (hợp tác với Taylor Swift)                                         | 2012 | 18                       | —                        | —                        | 26                       | 23                       | 34                       | —                        | 18                       | —                        | 46                       |                                                                                   | Strange Clouds                              |
| "Out of My Mind" (hợp tác với Nicki Minaj)                                      | 2012 | —                        | —                        | —                        | —                        | —                        | —                        | —                        | —                        | —                        | —                        |                                                                                   | Strange Clouds                              |
| "—" Đĩa đơn không có mặt trên bảng xếp hạng hoặc không phát hành ở quốc gia đó. |      |                          |                          |                          |                          |                          |                          |                          |                          |                          |                          |                                                                                   |                                             |

### Đĩa đơn hợp tác
| Tên                                                                             | Năm  | Vị trí xếp hạng cao nhất | Vị trí xếp hạng cao nhất | Vị trí xếp hạng cao nhất | Vị trí xếp hạng cao nhất | Vị trí xếp hạng cao nhất | Vị trí xếp hạng cao nhất | Vị trí xếp hạng cao nhất | Vị trí xếp hạng cao nhất | Vị trí xếp hạng cao nhất | Vị trí xếp hạng cao nhất | Chứng nhận                                                                                  | Thuộc album     |
| Tên                                                                             | Năm  | Mỹ                       | Mỹ R&B                   | Mỹ Rap                   | Úc                       | Canada                   | Ireland                  | Hà Lan                   | New Zealand              | Thụy Sĩ                  | Anh                      | Chứng nhận                                                                                  | Thuộc album     |
| ------------------------------------------------------------------------------- | ---- | ------------------------ | ------------------------ | ------------------------ | ------------------------ | ------------------------ | ------------------------ | ------------------------ | ------------------------ | ------------------------ | ------------------------ | ------------------------------------------------------------------------------------------- | --------------- |
| "Hood Dreamer" (Willy Northpole hợp tác với B.o.B)                              | 2009 | —                        | —                        | —                        | —                        | —                        | —                        | —                        | —                        | —                        | —                        |                                                                                             | Tha Connect     |
| "Don't Go There" (Giggs hợp tác với B.o.B)                                      | 2010 | —                        | —                        | —                        | —                        | —                        | —                        | —                        | —                        | —                        | 60                       |                                                                                             | Let Em Ave It   |
| "So High"[B] (Slim Thug hợp tác với B.o.B)                                      | 2010 | 125                      | 35                       | 19                       | —                        | —                        | —                        | —                        | —                        | —                        | —                        |                                                                                             | Tha Thug Show   |
| "Price Tag" (Jessie J hợp tác với B.o.B)                                        | 2011 | 23                       | —                        | —                        | 2                        | 4                        | 1                        | 2                        | 1                        | 8                        | 1                        | - Mỹ: Bạch kim - Úc: 5× Bạch kim - Anh: Bạch kim - Thụy Sĩ: Vàng - New Zealand: 2× Bạch kim | Who You Are     |
| "Am I a Psycho?" (Tech N9ne hợp tác với B.o.B & Hopsin)                         | 2012 | —                        | —                        | —                        | —                        | —                        | —                        | —                        | —                        | —                        | —                        |                                                                                             | All 6's and 7's |
| "Change the Record" (Melanie Fiona hợp tác với B.o.B)                           | 2012 | —                        | —                        | —                        | —                        | —                        | —                        | —                        | —                        | 35                       | —                        |                                                                                             | The MF Life     |
| "Oh My!" (Haley Reinhart hợp tác với B.o.B)                                     | 2012 | —                        | —                        | —                        | —                        | —                        | —                        | —                        | —                        | —                        | —                        |                                                                                             | Listen Up!      |
| "—" Đĩa đơn không có mặt trên bảng xếp hạng hoặc không phát hành ở quốc gia đó. |      |                          |                          |                          |                          |                          |                          |                          |                          |                          |                          |                                                                                             |                 |

### Đĩa đơn quảng bá
| "Cloud 9"                                                                       | 2007 | —   | —  | —  | —  | —  | The Future                                  |
| "Haterz Everywhere" (hợp tác với Wes Fif)                                       | 2007 | —   | 89 | —  | —  | —  | Cloud 9                                     |
| "Bet I" (hợp tác với T.I. & Playboy Tre)                                        | 2010 | 72  | 60 | —  | —  | —  | B.o.B Presents: The Adventures of Bobby Ray |
| "I Am the Champion"                                                             | 2010 | 85  | —  | —  | 99 | —  | May 25th                                    |
| "We Don't Get Down Like Y'all" (T.I. hợp tác với B.o.B)                         | 2011 | 78  | —  | —  | —  | —  | Trouble Man                                 |
| "Blow" (Remix) (Ke$ha hợp tác với B.o.B)                                        | 2011 | —   | —  | —  | —  | —  | Không thuộc album nào                       |
| "Good Life" (Remix) (OneRepublic hợp tác với B.o.B)                             | 2011 | —   | —  | 68 | —  | 25 | Không thuộc album nào                       |
| "Play the Guitar" (hợp tác với André 3000)                                      | 2011 | 98  | —  | —  | —  | —  | "So Good" — EP                              |
| "Where Are You (B.o.B vs. Bobby Ray)"[C]                                        | 2012 | 101 | —  | —  | —  | —  | Strange Clouds                              |
| "So Hard to Breathe"[D]                                                         | 2012 | 101 | —  | —  | —  | —  | Strange Clouds                              |
| "—" Đĩa đơn không có mặt trên bảng xếp hạng hoặc không phát hành ở quốc gia đó. |      |     |    |    |    |    |                                             |

## Các bài hát khác
| "The Other Side" (Bruno Mars hợp tác với Cee Lo Green & B.o.B)                  | 2010 | —   | —  | 117 | It's Better If You Don't Understand & Doo-Wops & Hooligans |
| "Arena"[E] (hợp tác với T.I. & Chris Brown)                                     | 2012 | 116 | —  | —   | Strange Clouds                                             |
| "Ray Bands"                                                                     | 2012 | —   | 93 | —   | Strange Clouds                                             |
| "—" Ca khúc không có mặt trên bảng xếp hạng hoặc không phát hành ở quốc gia đó. |      |     |    |     |                                                            |

## Video âm nhạc
| Tên                                                       | Năm  | Đạo diễn        |
| --------------------------------------------------------- | ---- | --------------- |
| "Haterz Everywhere" (hợp tác với Rich Boy)                | 2008 | —               |
| "I'll Be in the Sky"                                      | 2009 | Gabriel Hart    |
| "Lonely People"                                           | 2009 | Issac Klotz     |
| "Generation Lost"                                         | 2009 | James Lopez     |
| "No Mans Land"                                            | 2009 | Motion Family   |
| "Put Me On"                                               | 2009 | Issac Klotz     |
| "Nothin' on You" (hợp tác với Bruno Mars)                 | 2010 | Ethan Lader     |
| "Bet I" (hợp tác với T.I. & Playboy Tre)                  | 2010 | Gabriel Hart    |
| "Airplanes" (hợp tác với Hayley Williams)                 | 2010 | Hiro Murai      |
| "Don't Let Me Fall"                                       | 2010 | Ethan Lader     |
| "Magic" (hợp tác với Rivers Cuomo)                        | 2010 | Sanaa Hamri     |
| "Can I Fly?"                                              | 2010 | —               |
| "Beast Mode"                                              | 2010 | Motion Family   |
| "The Watchers"                                            | 2010 | Motion Family   |
| "Dr. Aden"                                                | 2011 | Issac Klotz     |
| "High Life"                                               | 2011 | Motion Family   |
| "Epic" (hợp tác với Meek Mill & Playboy Tre)              | 2011 | Motion Family   |
| "F**ked Up" (hợp tác với Playboy Tre)                     | 2011 | Motion Family   |
| "Strange Clouds" (hợp tác với Lil Wayne)                  | 2011 | Motion Family   |
| "How Bout Dat" (hợp tác với Future & Trae Tha Truth)      | 2012 | Gabriel Hart    |
| "Strange Clouds" (Remix) (hợp tác với T.I. & Young Jeezy) | 2012 | 1st Impressions |
| "So Good"                                                 | 2012 | Justin Francis  |
| "Play for Keeps"                                          | 2012 | Motion Family   |
| "Ray Bands"                                               | 2012 | 1st Impressions |
| "Both of Us" (hợp tác với Taylor Swift)                   | 2012 |                 |